# آمرزش‌خوانی (فیلم ۱۹۸۲)
آمرزش‌خوانی (مجاری: Requiem) یک فیلم درام مجار محصول سال ۱۹۸۲ است.